# Vidaillac
Vidaillac är en kommun i departementet Lot i regionen Occitanien i södra Frankrike. Kommunen ligger i kantonen Limogne-en-Quercy som tillhör arrondissementet Cahors. År 2022 hade Vidaillac 184 invånare.

## Befolkningsutveckling
Antalet invånare i kommunen Vidaillac
| Referens: INSEE |